# Mariafe Artacho del Solar
Mariafe Artacho del Solar (* 24. Oktober 1993 in Lima, Peru) ist eine australische Beachvolleyballspielerin. Sie wurde zweimal Asienmeisterin und errang 2021 die olympische Silbermedaille.

## Karriere
Artacho begann im Alter von elf Jahren mit dem Beachvolleyball, nachdem sie aus ihrem Geburtsland Peru nach Australien gekommen war. 2007 nahm sie mit Taylor Schulz in Montreal erstmals an einem Open-Turnier der FIVB World Tour teil. Im gleichen Jahr erreichte das Duo bei der Jugend-Weltmeisterschaft in Mysłowice den 29. Platz. 2008 steigerte sich die australische U19-Meisterin mit Zina Stone beim gleichen Wettbewerb in Den Haag auf den 19. Platz. Dieses Resultat erzielte sie auch bei der Junioren-WM 2009 in Blackpool mit Jennifer Sadler. Bei der Jugend-WM 2011 in Umag kamen Artacho und Nicole Laird auf den neunten Rang. Sie spielten auch die Sanya Open 2012, bevor Artacho ein Duo mit Taliqua Clancy bildete, das bei der Junioren-WM in Halifax Dritter wurde. Nach dem 13. Platz bei den Bang Saen Open wurden Artacho/Clancy Vierte der Asien-Meisterschaft. 2013 erzielte Artacho zunächst mit fünf verschiedenen Partnerinnen vordere Platzierungen auf der nationalen Tour, bevor sie auf der Continental Tour erstmals mit Jessyka Ngauamo antrat und ebenfalls immer in die Top Ten kam. Artacho/Ngauamo spielten in Corrientes ihren ersten Grand Slam. Bei den Weltmeisterschaften der U23 in Mysłowice und der U21 in Umag kamen sie auf die Plätze siebzehn und neun. Bei der WM 2013 in Stare Jabłonki schieden sie sieglos nach der Vorrunde aus. 2014 wurde Artacho an der Seite von Nicole Laird in Mysłowice U23-Weltmeisterin. Bei der WM 2015 in den Niederlanden belegten Artacho/Laird Platz 17 und bei den Olympischen Spielen 2016 in Rio de Janeiro Platz 19. Danach trennten sich die beiden.
2017 spielte Artacho mit Brittany Kendall, wieder mit Jessyka Ngauamo und mit Phoebe Bell. Seit Oktober 2017 war Taliqua Clancy wieder ihre Partnerin. Die beiden Australierinnen hatten auf der World Tour 2017/18 zahlreiche Top-Ten-Ergebnisse und gewannen dabei die Turniere in Qinzhou, Sydney, Luzern und Espinho. Beim World Tour Final in Hamburg wurden sie Dritte und gewannen anschließend die Asienmeisterschaft. 2019 setzten Clancy/Artacho ihre Erfolgsserie fort. Zunächst siegten sie zum ersten Mal gemeinsam bei den Landesmeisterschaften. Im April wurde sie erneut Asienmeisterinnen und auf der World Tour wurden sie Dritte in Xiamen, Zweite in Jinjiang und siegten in Warschau sowie in Chetumal. Bei der Weltmeisterschaft in Hamburg gewannen sie die Bronzemedaille. 2021 wurden sie noch einmal australische Meisterinnen und spielten danach auf den 4-Sterne FIVB-Turnieren in Cancún und erreichten die Plätze fünf, neun und eins sowie in Gstaad Platz neun. Bei den Olympischen Spielen in Tokio erreichten die beiden Australierinnen als Gruppenzweite die KO-Runde, in der der sie nach Siegen über Xue/Wang X., Pavan/Humana-Paredes und Graudiņa/Kravčenoka das Endspiel erreichten. Nach einer 0:2-Niederlage im Finale gegen die US-Amerikanerinnen Klineman/Ross gewannen sie die Silbermedaille.
2022 in der neu geschaffenen Volleyball World Beach Pro Tour erreichten die beiden Australierinnen zunächst das Halbfinale in Doha und das Finale in Kuşadası bei Challenge Turnieren. Beim Elite16-Event in Ostrava reichte es zum Viertelfinale ebenso wie bei den Weltmeisterschaften in Rom. Dort gewannen sie gegen Leila Martinez / Lidy Echeverria aus Kuba ebenso wie gegen die Ägypterinnen Farida El Askalany und Doaa Elghobashy, verloren jedoch gegen Terese Cannon und Sarah Sponcil aus den Vereinigten Staaten, dies reichte zum zweiten Platz in der Gruppe H. Nach Siegen über Sandra Ittlinger / Isabel Schneider und die damaligen Weltranglistenersten Katja Stam und Raïsa Schoon aus den Niederlanden scheiterten Artacho/Clancy denkbar knapp an den späteren deutschen Bronzemedaillengewinnerinnen Cinja Tillmann und Svenja Müller. Beim anschließenden Elite16 in Gstaad wurden sie Dritte und beim Challenge in Espinho gelang ihnen der erste Sieg auf der Pro Tour.
Beim World Tour Final 2022, das Anfang des folgenden Jahres ausgetragen wurde, verpassten Mariafe/Clancy als Vierte knapp das Treppchen. Das erreichten sie jedoch bei den drei folgenden hochwertigsten Veranstaltungen der Tour mit zwei Bronzerängen in Doha und Tepic sowie dem Finaleinzug in Uberlândia. Bei den Welttitelkämpfen des Jahres sowie den anschließenden Tour Finals standen sie wieder im Halbfinale. Dieses erreichten sie erst wieder bei den Olympischen Spielen 2024 in Paris. Als Pooldritte bezwangen sie Carol / Bárbara und Esmée / Zoé in den folgenden Runden, ehe sie sich gegen Ana Patrícia / Duda und Hüberli / Brunner geschlagen geben mussten.